# アラリス

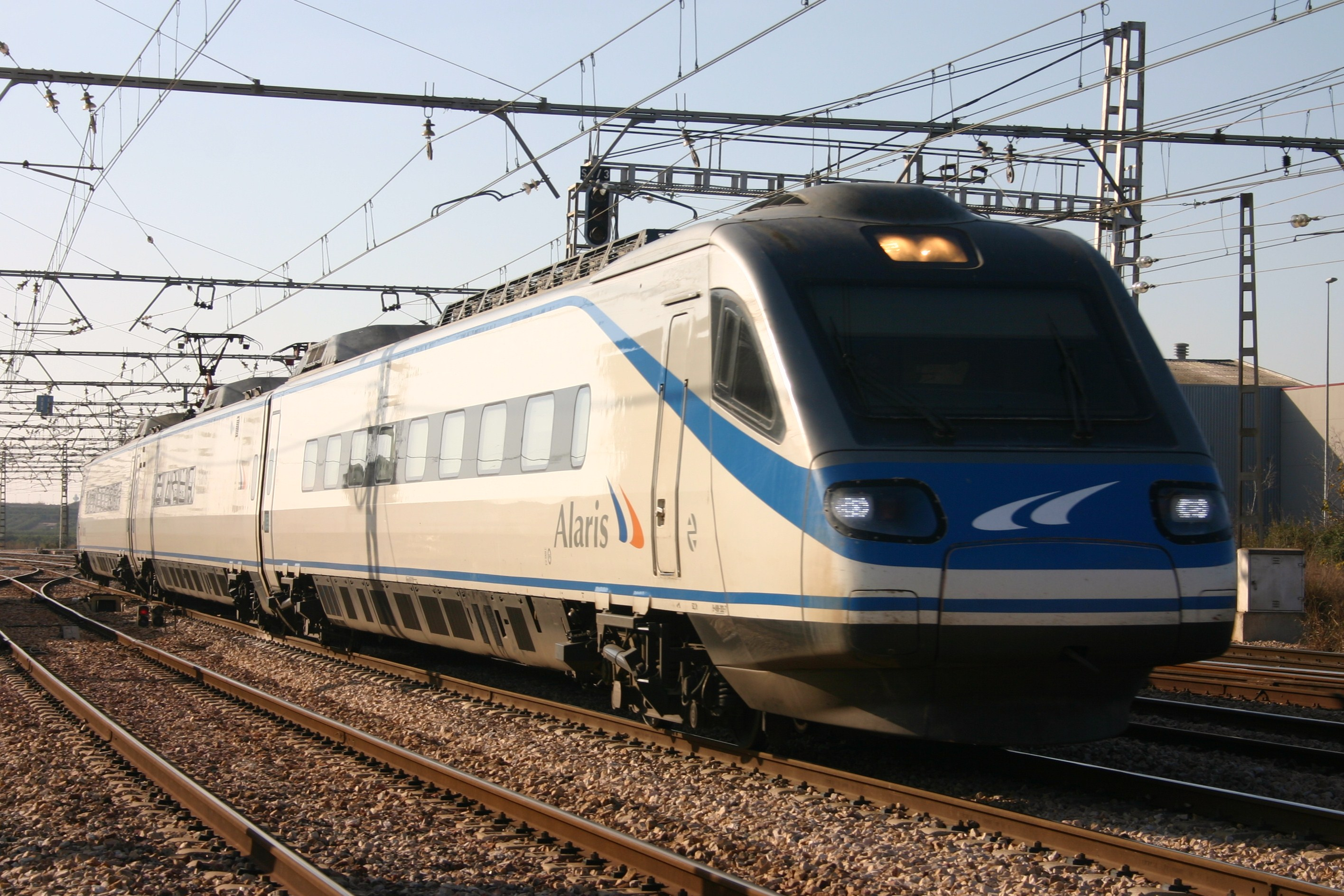
旧塗装の490系アラリス

アラリス（Alaris）は、スペインの国営鉄道会社レンフェが首都マドリードとバレンシア地方の主要都市を結ぶ490系や130系を使用した列車サービス名である。

## 歴史
1990年代半ばにレンフェでは30年以上にわたり運行されて老朽化が進んだTalgo IIIを取り替える必要が出てきた。そのため、在来の電化路線で高速運転が出来る新しい車両が求められた。その後の入札の結果、アルストムとフィアットの企業連合が落札し、10編成の車体傾斜車両490系の導入が決定された。490系はチザルピーノで運行されているETR470やETR460をベースとした電車(EMU)編成である。アラリスは1999年2月16日よりマドリード - アルバセテ - バレンシア間で160～200km/hの最高速度で運行を開始した。2009年からは新たに130系での運用も始まり、アトーチャ駅 - アルバセテ - バレンシア -サグント - カステリョン・デ・ラ・プラナ - ベニカシム・ガンディアとバルセロナ・サンツ駅 - サロウ - アルデア - ビナロス - ベニカルロ/ペニスコラ - オルペサ＝デ＝マール - ベニカシム - サグント - カステリョン・デ・ラ・プラナ - バレンシア - アリカンテ間の系統で運行されている。

## 編成
アラリスは中距離列車サービスで、航空路線のビジネスクラスにあたるプレフェレンテと、エコノミークラスにあたるトゥリスタの2等級に分かれている。プレフェレンテは2+1の座席配置でリクライニングシートを装備し、新聞、雑誌のサービスとおしぼり、飲み物のサービスや時間帯により軽食のサービスが提供されるなど航空路線を意識したサービスが行われている。トゥリスタは2+2の集団見合い配置になっている。両クラスとも天井からモニターが設置されており無料のイヤホンで映画などが楽しめる。また、中間車にはカフェテリアも設置されている。

## 問題点
アラリスは1編成あたり3両の構成で定員が160名と以前のタルゴに比べ乗車定員が減ったことによる混雑や料金の値上げなどで批判されることもある。また、高速化されたがその効果があまり大きくないとも言われることがある。週末などの混雑期は2編成併結による列車も多い。